# علي بن ناصر
علي بن ناصر  ولد في 4 مارس 1944، هو حكم تونسي دولي لكرة القدم.

كان حكم دولي بين 1976 و1991. اشتهر بن ناصر لكونه الحكم الذي فاتته رؤية هدف يد الله التي قام بها قام بتسجيله قائد المنتخب الأرجنتيني دييغو مارادونا أثناء المبارة التي جمعت بين الأرجنتين وإنجلترا في نهائي كأس العالم لكرة القدم 1986.
في 17 أغسطس 2015، وفي زيارة له إلى تونس، قام دييغو مارادونا بزيارة الحكم التونسي الدولي علي بن ناصر في منزله وقدم له قميصه مع المنتخب الأرجنتيني عليه إمضاؤه وذلك لشكره على الهدف الذي سجله مارادونا بيده في مباراة في ربع النهائي كأس العالم لكرة القدم 1986 والتي اسمها يد الله.

## المسيرة التحكيمية
كان بن ناصر حكم لمباريات هامة وكبيرة وهي:
- كأس الأمم الأفريقية لكرة القدم 1984 (النهائي).
- كأس العالم لكرة القدم تحت 20 سنة 1985 (مبارتين).
- كأس الأمم الأفريقية لكرة القدم 1986 (النهائي).
- كأس العالم لكرة القدم 1986 (مبارتين).
- كأس الأمم الأفريقية لكرة القدم 1988 (مباراة واحدة).

## مقالات ذات صلة
- إنجلترا ضد الأرجنتين (كأس العالم لكرة القدم 1986)
- يد الله (كرة القدم)
- الجامعة التونسية لكرة القدم

## روابط خارجية
- علي بن ناصر على موقع Soccerway.com (الإنجليزية)